# 高村裕平
高村 裕平（たかむら ゆうへい、1965年〈昭和40年〉9月11日 - ）は、日本の建設・国土交通技官。

## 来歴
愛媛県出身。1989年（平成元年）3月、京都大学工学部交通土木工学科を卒業。同年4月、建設省に入省。
入省後、国土交通省大臣官房技術調査課建設システム管理企画室長、環境省放射性物質汚染対処技術統括官付参事官、東北地方整備局河川部長、水管理・国土保全局河川環境課長などを歴任。主に河川管理に携わり、建設システム管理企画室長の際には品確法改正を踏まえた積算基準見直しやタイピング対策強化、河川環境課長の際には国土地理院と協力してハザードマップポータルの作成等に取り組んだ。
2021年（令和3年）4月1日、国土交通省大臣官房審議官（防災・リスクコミュニケーション担当）に就任。
2022年（令和4年）6月28日、国土地理院長に就任。2023年（令和5年）7月4日、大臣官房付に異動し、即日辞職。同年10月1日、公益社団法人日本河川協会参与に就任。